# Philip Jones Griffiths

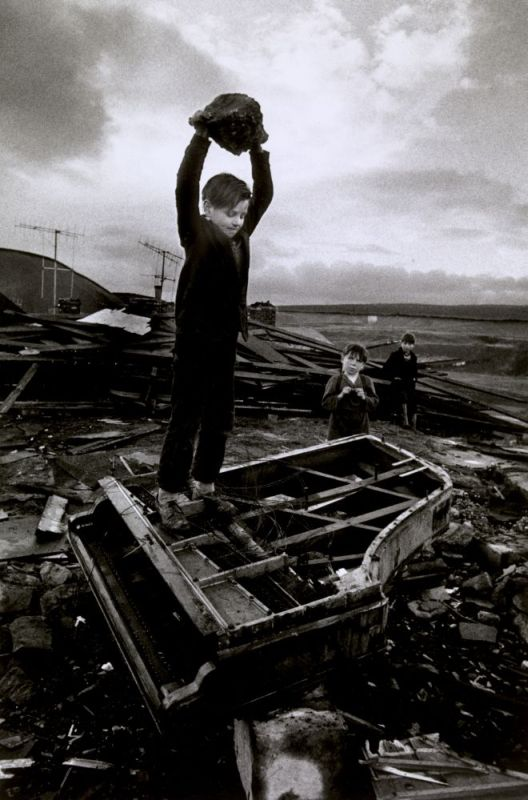
Chlapec ničící piano (Boy destroying piano); 1961

Philip Jones Griffiths (18. února 1936 – 19. března 2008) byl velšský fotožurnalista známý svými fotografiemi z Vietnamské války. Byl členem agentury Magnum Photos.

## Život a dílo
Jones Griffiths se narodil v Rhuddlanu otci Josefu Griffithovi, který dohlížel na místní přepravní služby v Londýně, Midlandu a skotskou železnici a matce Catherine Jonesové, zdravotní sestře, kteří měli doma malou kliniku. Vystudoval farmacii v Liverpoolu a pracoval v Londýně v pobočce firmy Boots v londýnské ulici Piccadilly jako noční manažer a zároveň částečně pracoval jako fotograf pro Manchester Guardian.
Na jeho první fotografii byl jeho přítel, a byla pořízená fotoaparátem Brownie.
Jones Griffiths se nikdy neoženil – říkal, že je to „buržoazní“ pojem, že on měl pouze „významné“ vztahy, které přežily Fenella Ferrato, Katherine Holden, Donna Ferrato a Heather Holden. On sám zemřel na rakovinu 19. března 2008.
Brzo po Griffithově smrti napsal novinář John Pilger jeho synovi: „Nikdy jsem se setkal s cizincem, který se tak moudře staral o Vietnamce, o obyčejné lidi..., jako Philip Jones Griffiths. Byl to největší fotograf a jeden z nejlepších novinářů mého života...“

## Galerie

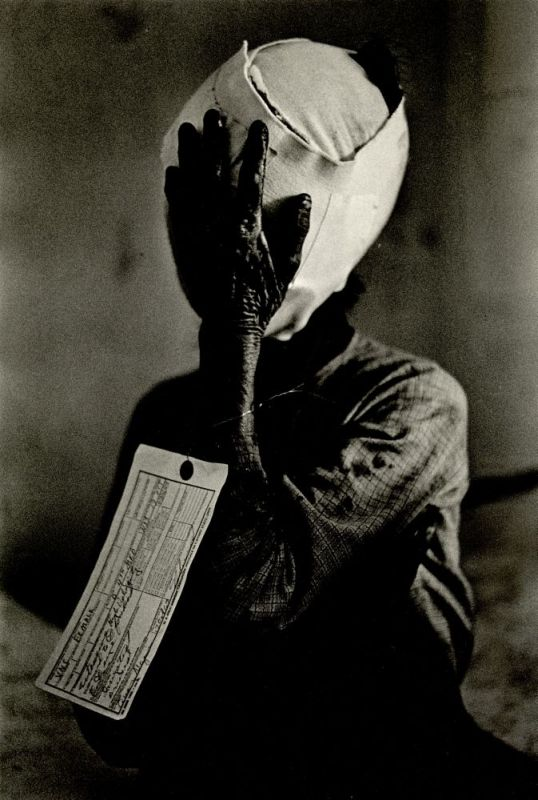
Tato žena byla označena jako VNC (Vietnamian civilian, vietnamská civilistka), Vietnam, 1967

## Publikace
- Philip Jones Griffiths. Vietnam, Inc.. [s.l.]: Phaidon Press, 2006. Dostupné v archivu pořízeném dne 2009-04-22. ISBN 978-0714846033. Archivováno 22. 4. 2009 na Wayback Machine.
- Philip Jones Griffiths. Dark Odyssey. [s.l.]: Aperture, 1996. Dostupné online. ISBN 978-0893816452.
- Philip Jones Griffiths. Agent Orange: Collateral Damage in Vietnam. [s.l.]: Trolley, 2004. Dostupné online. ISBN 978-1904563051.
- Philip Jones Griffiths. Vietnam At Peace. [s.l.]: Trolley, 2005. Dostupné v archivu pořízeném dne 2009-04-14. ISBN 978-1904563389. Archivováno 14. 4. 2009 na Wayback Machine.
- Philip Jones Griffiths. Recollections. [s.l.]: Trolley, 2008. Dostupné online. ISBN 978-1-904563-70-9.